# Dólar de 1804
El dólar de 1804 es una moneda con valor facial de un dólar estadounidense acuñada por la Casa de Moneda de los Estados Unidos, y de la que se conocen solo quince ejemplares. A pesar de su nombre, y aunque la fecha 1804 aparece en el anverso, la moneda no fue acuñada en ese año, sino que en la década de 1830, o incluso más tarde. Fue creada para su uso en series de pruebas de acuñación especiales utilizadas como obsequios diplomáticos durante los viajes de Edmund Roberts a Siam y Mascate.
Roberts distribuyó las monedas en 1834 y 1835. Se ordenaron dos series adicionales para funcionarios del gobierno en Japón y Cochinchina, pero Roberts murió en Macao antes de que pudieran ser entregadas. Además de esos dólares de 1804 producidos para su inclusión en el conjunto diplomático, la Casa de la Moneda acuñó algunos ejemplares que se usaron para intercambiar con coleccionistas por piezas deseadas para su gabinete numismático. Los numismáticos se dieron cuenta por primera vez de la existencia del dólar de 1804 en el año 1842, cuando apareció una ilustración de una pieza en una publicación escrita por dos empleados de la Casa de Moneda. De forma posterior, un coleccionista adquirió un espécimen de la Casa de Moneda en 1843. En respuesta a la demanda numismática, los funcionarios de la Casa de Moneda acuñaron de forma encubierta varios ejemplares, pero, a diferencia de las monedas originales, estos ejemplares contaban con un erróneo canto sin inscripciones, aunque en emisiones posteriores se agregó la leyenda correcta en el borde de la pieza. Las monedas producidas para la misión diplomática, las acuñadas subrepticiamente sin inscripción en el canto, y aquellas con la frase en el borde correcto se conocen como dólares de «clase I», «clase II» y «clase III», respectivamente.
Desde su descubrimiento por los numismáticos, los dólares de 1804 han alcanzado precios elevados. Los precios de subastas alcanzaron los mil dólares en 1885, y a mediados del siglo XX, alcanzaron un valor de más de treinta mil dólares. En 1999 un ejemplar de clase I se vendió por 4.14 millones de dólares, en lo que fue el precio más alto pagado por cualquier moneda. Debido a su alto valor, las monedas se convirtieron en objetivos frecuentes de falsificaciones y otros engaños.

## Antecedentes

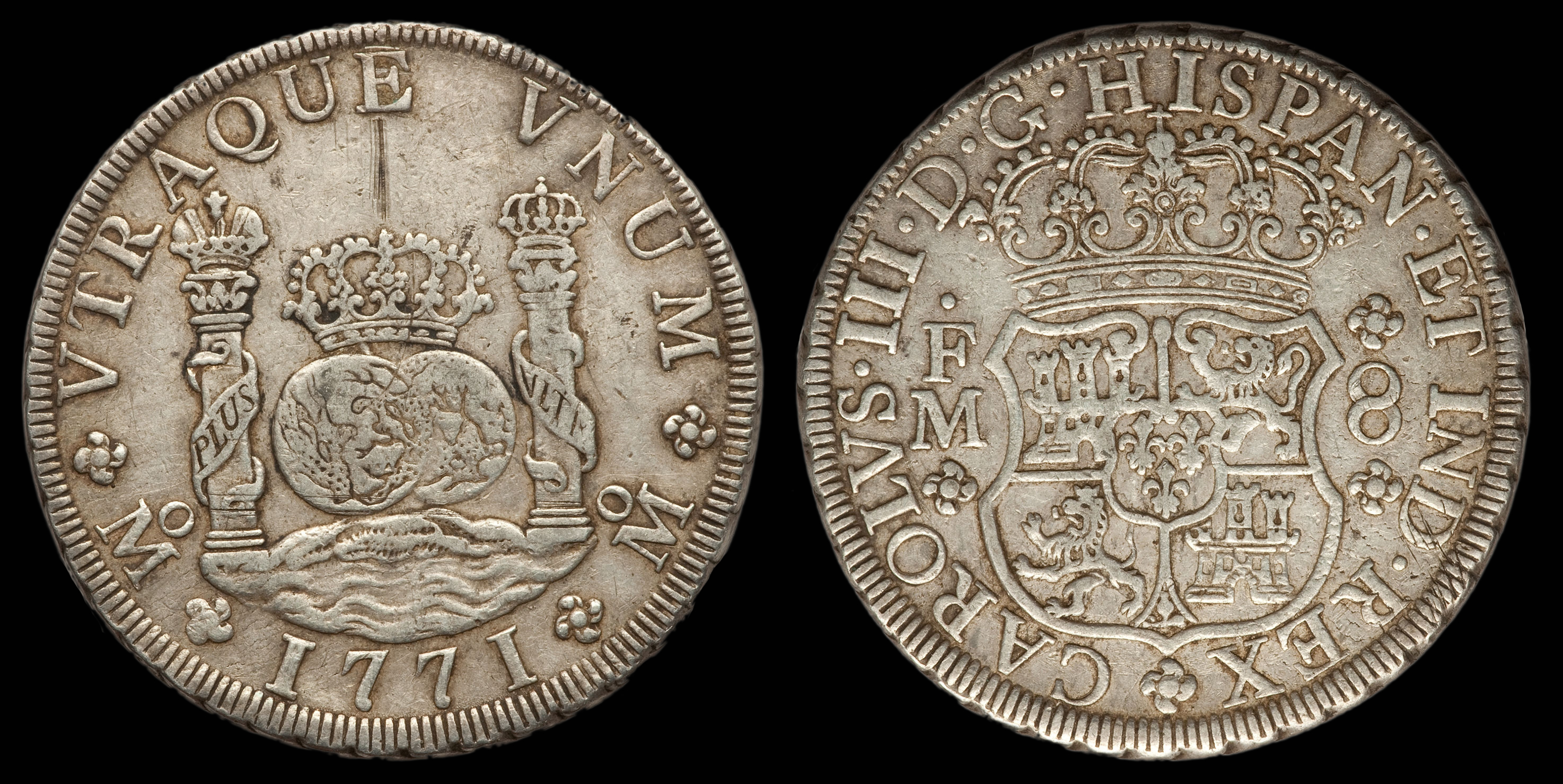
El dólar español fue declarado moneda de curso legal en Estados Unidos en 1793.

La Ley de la Moneda de 1792, la legislación que preveía el establecimiento de la Casa de Moneda de los Estados Unidos, autorizó la acuñación de múltiples denominaciones de monedas de oro, plata y cobre. Según esta norma, el dólar, o «unidad», debía «ser del valor de un dólar español igual al que se utiliza hoy, y contener trescientos setenta y un granos y cuatro dieciseisavas partes de un grano de pureza, o cuatrocientos dieciséis granos de plata estándar». La ley señalaba además que la moneda se acuñaría en una aleación de un 89.2 % de plata y 10.8 % de cobre. Los estándares de pureza y peso descritos en la legislación se basaron en la media de varios ensayos realizados en dólares españoles. Sin embargo, estas piezas estaban obligadas por la ley española a contener un 90.2 % de plata, y la mayoría de los ejemplares no gastados que se encontraban en circulación en Estados Unidos en ese momento contenían aproximadamente 1.75 granos (0.113 g) más que los dólares de plata autorizados por la ley. En 1793 el presidente George Washington promulgó una legislación que declaraba moneda de curso legal a los dólares españoles, siempre que pesaran no menos de 415 granos (26.9 g), lo que significaba que con el peso más bajo permitido por la ley, estas piezas contendrían aproximadamente 0.5 % menos plata que las monedas de un dólar estadounidense. Como resultado, las unidades de plata estadounidenses y las unidades españolas que tenían más granos de plata quedaron en gran medida fuera de circulación de acuerdo con la ley de Gresham; las monedas españolas más ligeras se enviaron en gran cantidad para su circulación en los Estados Unidos, mientras que las piezas más pesadas se entregarían a la Casa de Moneda de Filadelfia para ser reacuñadas como estadounidenses y así aprovechar la discrepancia en el peso. En ese momento, la plata era suministrada a la Casa de Moneda exclusivamente por depositantes privados, quienes, de acuerdo con la Ley de la Moneda de 1792, tenían derecho a que su metal fuera acuñado de forma gratuita. Como las grandes piezas de plata eran el método preferido de comercio en todo el mundo, especialmente en China, un número considerable de los dólares estadounidenses se exportaron para satisfacer esa demanda.
Las primeras monedas de un dólar, conocidas como las del cabello suelto, fueron emitidas por la Casa de Moneda a partir de 1794. Para 1800, la mayoría de los depositantes solicitaron que su metal fuera acuñado como unidades de plata, ahora con el diseño del busto drapeado. Esto contribuyó a la escasez de monedas de pequeña denominación en circulación, y como resultado, el público se volvió cada vez más crítico con la Casa de Moneda. El director de la ceca Elias Boudinot comenzó a alentar a los depositantes a aceptar monedas fraccionarias, y la producción de dólares comenzó a disminuir en relación con las piezas más pequeñas. La acuñación de monedas de un dólar cesó en marzo de 1804, aunque dichas unidades llevan la fecha de 1803. En su informe de 1805, el director de la Casa de Moneda Robert Patterson declaró que «la acuñación de monedas pequeñas es una medida que ha sido adoptada para satisfacer a los bancos y otros depositantes, y a su demanda particular, tanto para asegurar una oferta de pequeñas monedas, como para evitar la exportación de la especie de los Estados Unidos a países extranjeros». Aunque ninguna moneda de plata de un dólar había sido acuñada durante más de dos años, el secretario de Estado James Madison suspendió su producción de forma oficial el 1 de mayo de 1806.

## Producción

### Misión diplomática de Edmund Roberts
En 1832 el transportista comercial Edmund Roberts comenzó a actuar como enviado a Asia en nombre del gobierno de los Estados Unidos, con la intención de negociar acuerdos comerciales en la región. Durante su misión, llegó a acuerdos tanto con Said bin Sultán, el sultán de Mascate y Omán, y el Phra Khlang de Siam, un importante ministro de finanzas de esa nación. A Roberts se le entregaron artículos que debían ser entregados como obsequios a los funcionarios con los que estaba negociando, pero los describió como de «muy mala calidad y de valor insignificante». Una vez que fueron ratificados los tratados en Estados Unidos, Roberts tuvo que regresar a Siam y a Mascate para recibir la aprobación de los representantes de esas naciones. En una carta al Departamento de Estado fechada el 8 de octubre de 1834, Roberts calificó a los obsequios de su viaje anterior como inadecuados e insultantes para sus anfitriones en Oriente. Además de varios otros artículos, solicitó una serie de monedas como regalo apropiado a Said bin Sultán.
En una carta enviada el 11 de noviembre de 1834 al director de la Casa de Moneda Samuel Moore, el secretario de Estado John Forsyth aprobó la sugerencia de Roberts, y también ordenó a Moore que hiciera dos cajas de marroquí para albergar las piezas. Declaró que una debería ser de color amarillo y la otra de color carmesí, y que se podrían retirar fondos del Tesoro por el valor de las cajas y monedas. Más tarde, en una carta fechada el 2 de diciembre de 1834, Forsyth ordenó a Moore que incluyera emblemas nacionales, incluido un águila y estrellas, en el exterior de las cajas.
En su libro The Fantastic 1804 Dollar, los historiadores numismáticos Eric P. Newman y Kenneth E. Bressett afirman que surgió un problema en la Casa de Moneda sobre cómo interpretar la orden de Forsyth. Como su correspondencia inicial indicaba que las series iban a incluir monedas de todos los tipos en uso en ese momento, los funcionarios de la Casa de Moneda incluyeron tanto el dólar de plata como el águila de oro. La moratoria sobre la acuñación de dólares de plata se había levantado en 1831, pero ninguna había sido emitida desde aquellas acuñadas en marzo de 1804. Dos series de monedas, acuñadas con una calidad de prueba de acuñación, fueron acabadas y entregadas junto con sus cajas a Roberts poco antes de su partida en el USS Peacock, el 27 de abril de 1835. Las monedas de dólar incluidas en las cajas llevaban el diseño del busto drapeado, una representación alegórica de la Libertad en el anverso y un águila heráldica en el reverso. También se propuso una lista de obsequios diplomáticos para las misiones a Japón y Cochinchina, que incluía dos series adicionales de monedas.
Roberts entregó la primera serie de monedas a Said bin Sultán el 1 de octubre de 1835, y la siguiente serie al rey Rama III de Siam el 6 de abril del año siguiente. Roberts murió en Macao el 12 de junio de 1836, antes de que pudiera iniciar el contacto con otras naciones. El 30 de junio Edmund P. Kennedy, comodoro de la flota diplomática, escribió al Departamento de Estado que había «ordenado que los regalos [que quedaron sin entregar debido a la muerte de Roberts] fueran enviados a Estados Unidos», y así, las series destinadas a Cochinchina y Japón seguramente se incluyeron en este envío. Todos los dólares acuñados para su inclusión en los obsequios diplomáticos probablemente mostraban el año 1804 como fecha. Se desconoce porqué se eligió esa fecha para las monedas, pero el historiador numismático R. W. Julian sugiere que podría haberse hecho para evitar enojar a los coleccionistas que no habrían podido adquirir la moneda con el año de 1834 para sus colecciones; el jefe de acuñaciones Adam Eckfeldt, después de consultar con Moore, determinó de forma errónea que ese año se acuñaron 19 570 dólares con la fecha de 1804. Los dólares acuñados para las series de obsequios diplomáticos, así como otras piezas acuñadas con los mismos troqueles, se conocen como dólares de 1804 «clase I», de los que se conocen ocho ejemplares.

### Acuñaciones posteriores

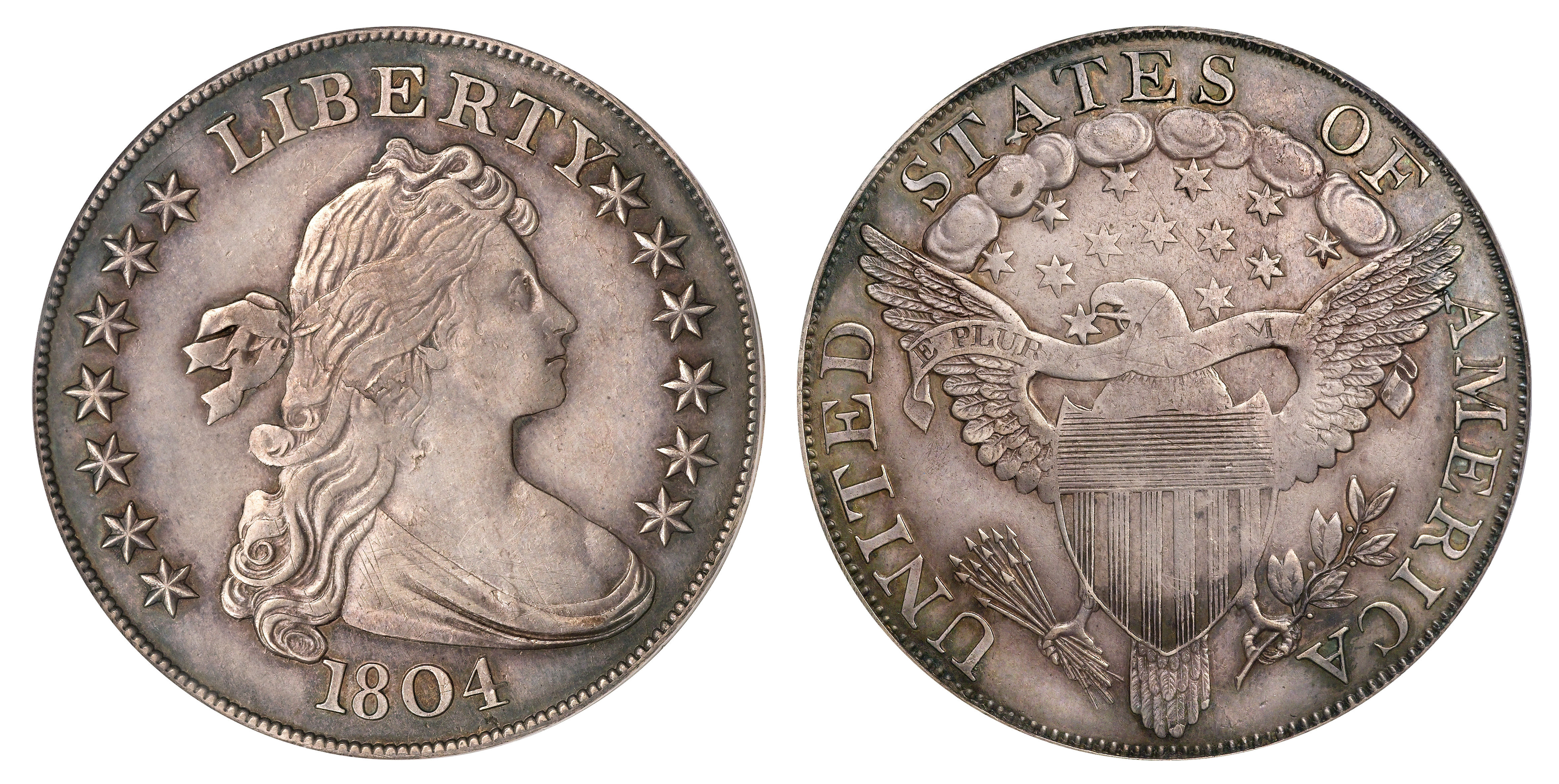
Un dólar de 1804 clase III.

Durante el siglo XIX los empleados de la Casa de Moneda produjeron copias no autorizadas de medallas y monedas, a veces antefechadas. Aunque esta acuñación se realizaba de manera abierta en la Casa de Moneda de Filadelfia a partir de la década de 1830, la práctica se volvió clandestina a finales de la década de 1850. En las décadas posteriores a la producción de los primeros dólares de 1804, los coleccionistas se dieron cuenta de su existencia y desearon obtenerlos, por lo que varios fueron acuñados en la Casa de Moneda en 1858. Estas monedas, que se conocieron como dólares de 1804 «clase II», tenían el canto liso y sin inscripciones, a diferencia de los dólares del busto drapeado de emisión estándar y de aquellas monedas que fueron acuñadas como obsequios diplomáticos, que tenían su canto con inscripciones hechas con una máquina de Castaing. En 1859 James Ross Snowden solicitó sin éxito permiso del secretario del Tesoro para crear modelos y acuñaciones de monedas raras para la venta a coleccionistas, y ese mismo año, los comerciantes comenzaron a ofrecer dólares de 1804 de canto liso al público. Al menos tres monedas fueron puestas a la venta por diferentes proveedores en 1859, y el comerciante de monedas Ebenezer Locke Mason afirmó que Theodore Eckfeldt, un empleado de la Casa de Moneda y sobrino de Adam Eckfeldt, le ofreció tres ejemplares. Después de que el público se dio cuenta de que los funcionarios de la Casa de Moneda habían permitido nuevas acuñaciones, hubo un escándalo menor que resultó en una investigación del Congreso y la destrucción de los troqueles de las monedas. Esta controversia llevó a que en 1860 William E. DuBois, ensayador de la Casa de Moneda, intentara recuperar las copias del dólar de 1804 que estaban en manos privadas. Según DuBois, se sabía que cinco monedas se encontraban en propiedad privada, de las cuales cuatro se recuperaron. Declaró que tres fueron destruidas en su presencia, y una fue agregada al gabinete numismático de la Casa de la Moneda, en donde permanece. Esta moneda, que es el único ejemplar conocido de clase II, fue acuñada sobre un tálero de tiro suizo de 1857, emitido para el festival de tiro federal celebrado en Berna. La quinta moneda, a la que alude DuBois, no está contabilizada actualmente, aunque su canto pudo haber sido grabado después de su recuperación en un intento de pasarla como una original. Las monedas con la inscripción añadida se conocen como dólares de 1804 «clase III». El troquel del anverso utilizado para acuñar los dólares de 1804 clase II y clase III fue puesto bajo custodia en 1860, y el cuño del reverso fue destruido ese mismo año. El troquel del anverso fue destruido en 1869.

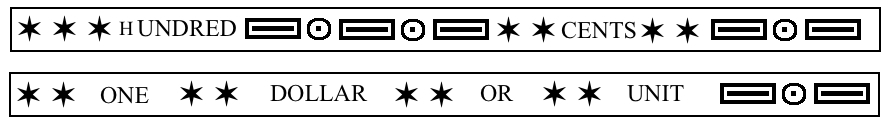
Una ilustración de la inscripción del canto, en dos segmentos, de los dólares de 1804 clase I y clase III.

Los dólares clase III son idénticos a los dólares clase II, a excepción de que se les agregó la misma inscripción que la de los dólares clase I en el canto de las monedas. Basado en la apariencia ligeramente cóncava de los dólares clase III, es probable que a todos se les haya agregado la inscripción en el canto en algún momento después de la acuñación; como la máquina de Castaing estaba destinada a utilizarse antes de la acuñación, su uso inadecuado provocó una deformación de la superficie de la moneda. Newman y Bressett afirman que fueron acuñadas aproximadamente al mismo tiempo que los dólares clase II, y que los empleados de la Casa de Moneda grabaron los cantos y ocultaron las monedas hasta 1869, cuando una de ellas fue ofrecida a un coleccionista de monedas, quien la rechazó por tratarse de una reacuñación. Sin embargo, el numismático S. Hudson Chapman creía que algunos dólares clase III se acuñaron en 1876. En 1875 varias piezas fueron vendidas por el comerciante numismático de Filadelfia John W. Haseltine. Se conocen seis ejemplares de dólares clase III.

## Interés numismático

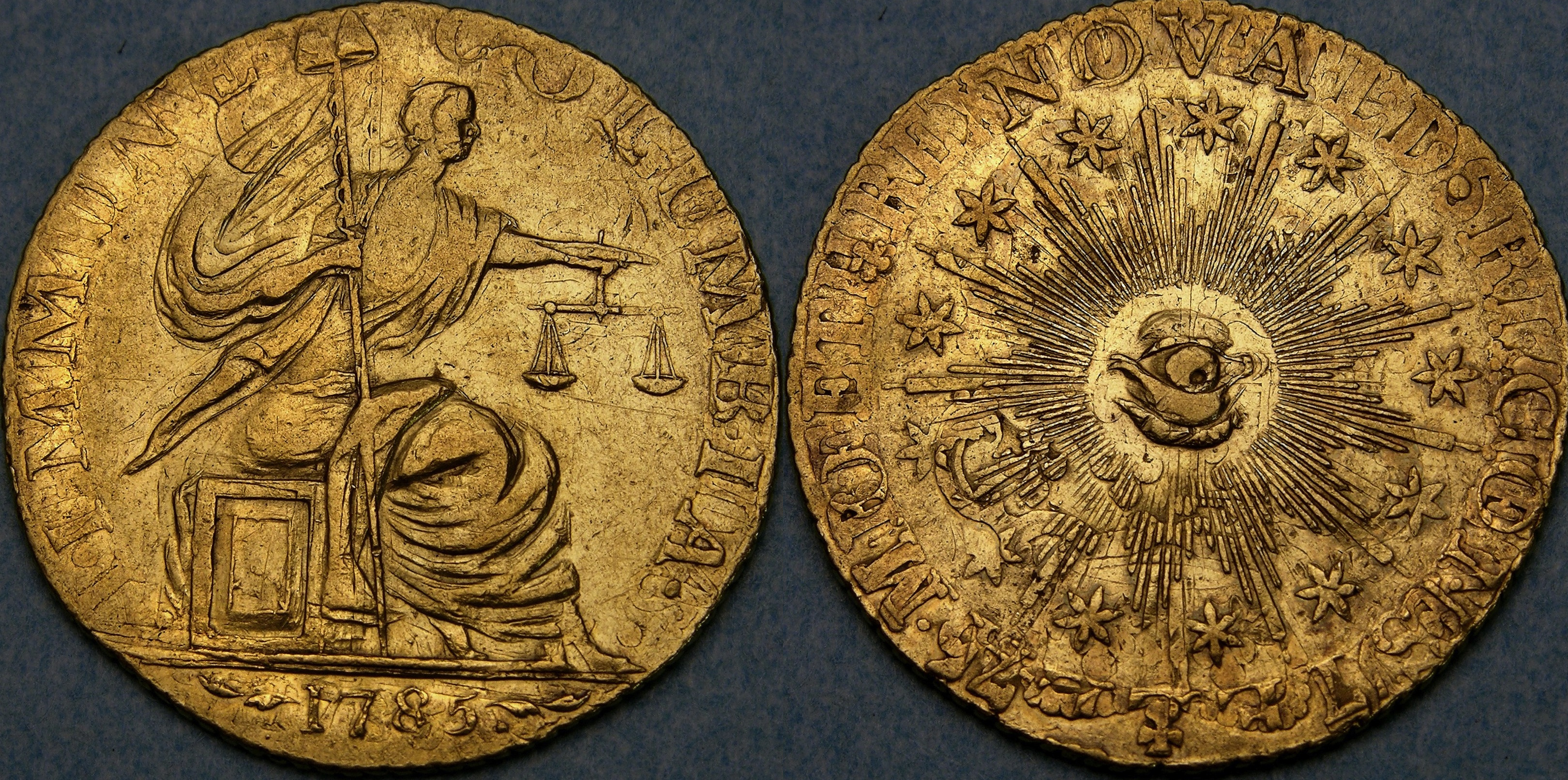
La moneda de oro Immune Columbia, intercambiada por Stickney por un dólar de 1804.

Los coleccionistas se dieron cuenta por primera vez de la existencia del dólar de 1804 en 1842, cuando se presentó una reproducción realizada en pantógrafo de un espécimen en A Manual of Gold and Silver Coins of All Nations, una obra escrita por los empleados de la Casa de Moneda Jacob R. Eckfeldt y William DuBois. El primer coleccionista privado que obtuvo un ejemplar fue Matthew A. Stickney, quien adquirió la pieza desde la Casa de Moneda el 9 de mayo de 1843 mediante el intercambio de ciertas monedas raras de su colección, incluido un ejemplar único de la moneda de oro Immune Columbia. El interés en el coleccionismo de monedas y en los dólares de 1804 comenzaron a aumentar, y para 1860, los dólares recibieron una amplia cobertura por parte de los numismáticos. En 1885 el subastador W. E. Woodward describió al dólar de 1804 como el «rey de las monedas», un apodo que se mantiene. El historiador numismático Q. David Bowers afirma que el dólar de 1804 atrajo más atención que cualquier otra moneda. Los quince ejemplares existentes son reconocidos y estudiados por los numismáticos, y se identifican por apodos basados en propietarios prominentes, o las primeras personas que se sabe que poseyeron las monedas.
En la convención de la Asociación Numismática Estadounidense de 1962, el numismático británico David B. Spink anunció que estaba en posesión de un ejemplar de dólar de 1804 que era desconocido a la fecha. La moneda estaba guardada en un estuche de cuero amarillo con un águila en relieve y otras ornamentaciones, de acuerdo a la descripción que se hizo para el rey de Siam. La serie constaba de un medio centavo, un centavo, una moneda de diez centavos, un cuarto, un medio dólar, un dólar, un cuarto de águila, una media águila y un águila. Como todas las monedas de la serie están fechadas en 1834, a excepción del dólar y el águila, proporcionó la primera prueba definitiva de que se incluyó un dólar de 1804 en las series de regalos diplomáticos. Según Spink, la serie le fue entregada por dos mujeres que creía que eran descendientes de Anna Leonowens, tutora de los hijos de Rama IV —medio hermano y heredero de Rama III—  y protagonista ficticia del musical El rey y yo de Rodgers y Hammerstein.

### Años de producción
El hecho de que no se acuñara ningún dólar de 1804 en dicho año no fue aceptado de forma amplia por los numismáticos hasta principios del siglo XX. Antes de eso, el año real en que fueron acuñados seguía siendo una causa de polémica. Al principio, los coleccionistas asumieron que los dólares de 1804 se acuñaron en ese año, y su rareza se explicaba por varias teorías. Según varios rumores, la mayor parte de la acuñación se había pagado como rescate a los piratas berberiscos, se había perdido en el mar en ruta a China, o se había fundido antes de salir de la Casa de Moneda de Filadelfia. En 1867 el numismático W. Elliot Woodward reconoció que las monedas de dólar de 1804 se acuñaron como obsequios diplomáticos en 1834, pero también creía que otros ejemplares se habían acuñado en 1804. Los numismáticos Lyman H. Low y William T. R. Marvin, quienes escribieron para el American Journal of Numismatics en 1899, declararon que «la revista afirma con seguridad que no hay ningún dólar con fecha de 1804 que haya sido acuñado en ese año por la Casa de Moneda de los Estados Unidos». En 1891 el numismático John A. Nexsen escribió que los dólares de 1804 clase I fueron «sin duda acuñados en 1804», pero en 1905 se retractó de sus afirmaciones anteriores al señalar que «ya nadie cree que fueron acuñadas en 1804».
Según Newman y Bressett, la forma en que se produjeron los dólares de 1804 es prueba de que ninguno de ellos se acuñó en dicho año. Señalan que los troqueles de canteado de la máquina de Castaing utilizaron una «h» que era de tamaño inferior al de las otras letras, las mismas que se utilizaron en los dólares del busto drapeado durante la producción regular de estas piezas. Sin embargo, la leyenda del canto en todas las monedas clase I se encuentran distorsionadas y parcialmente borradas, lo que significa que no fueron acuñadas en una prensa de volante que se usaba en 1804, sino que en un volante que usaba una virola, un anillo de acero que no se introdujo en la Casa de Moneda hasta 1833. La deformación de la inscripción del canto se debía a la presión que empujaba el metal de la moneda contra la virola, que contenía al cospel. Además, muchos dólares de 1804 se acuñaron como monedas de prueba de acuñación, con un acabado tipo espejo, una técnica que se utilizó por primera vez en la Casa de Moneda en 1817.

### Precios de venta
Desde que los numismáticos se enteraron de la existencia de las monedas de dólar de 1804, se han obtenido precios elevados, tanto en relación con su valor nominal como en relación con el valor numismático de otros dólares de plata. Algunos ejemplares antiguos se guardaron en el gabinete numismático de la Casa de Moneda para su uso en intercambios, y en 1859 los comerciantes comenzaron a ofrecer dólares de clase II a un precio de 75 dólares, mientras que Theodore Eckfeldt ofreció a un comerciante de monedas de Filadelfia tres monedas a 70 dólares cada una. En 1883 se informó que un dólar de clase III fue comprado en Viena por 740 dólares, y un espécimen de clase I fue subastado por 1000 dólares en 1885 por Henry y Samuel H. Chapman. En 1903 un ejemplar se vendió por 1800 dólares y, según se informa, la misma moneda fue vendida por un precio de 4250 dólares en 1941. En 1960 un dólar de clase III alcanzó los 28 000 dólares en una subasta, y la misma moneda alcanzó los 36 000 dólares en otra venta en 1963. Un espécimen de clase I recaudó 77 500 dólares en una subasta en 1970, y cuando los precios de las monedas subieron en 1980, un ejemplar de clase III se vendió por 400 000 dólares. Otro ejemplar de clase I alcanzó los 990 000 dólares en una subasta en 1990, y una moneda que alguna vez fue propiedad del coleccionista Louis E. Eliasberg se convirtió en el primer dólar de 1804 en superar el precio de un millón de dólares en una subasta, cuando se vendió por 1 815 000 dólares en 1997.
El precio alcanzó un máximo histórico en 1999, cuando el espécimen con mejor grado de conservación conocido, que se cree que fue el ejemplar entregado a Said bin Sultán, fue subastado por 4 140 000 de dólares, en lo que fue, en ese momento, el precio más alto pagado por cualquier moneda. En 2008 se vendió un ejemplar de clase I por 3 737 500 de dólares, y un clase III alcanzó el precio de 2 300 000 de dólares en 2009.

### Falsificaciones y reproducciones

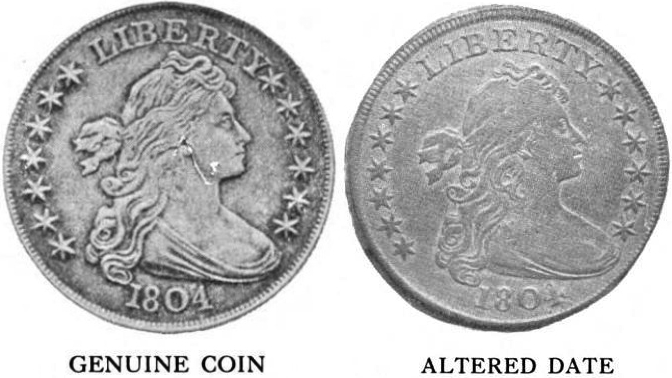
Comparación entre un dólar de 1804 auténtico y un ejemplar con fecha modificada, extraído de un libro de 1910 de monedas raras.

Se han creado falsificaciones y reproducciones falsas del dólar de 1804 desde que los numismáticos se dieron cuenta del alto valor de las monedas. James A. Bolen, un medallista y coleccionista que creó copias de monedas valiosas entre 1862 y 1869, fabricó un dólar de 1804 al alterar el último dígito en la fecha de un ejemplar de 1803. Aunque Bolen agregó su nombre al canto de la moneda, otros falsificadores crearon monedas de fecha alterada con la intención de engañar. El actor de teatro del siglo XIX John T. Raymond compró un espécimen de la moneda, que luego se reveló que era una falsificación, por 300 dólares. Aunque es posible modificar todas las monedas de dólar de plata fechadas entre 1800 y 1803, la de 1801 es la más utilizada para este propósito.
Además de las fechas alteradas, se crearon electrotipos del dólar de 1804, tanto con fines de estudio como para fraude. Una de estas monedas, de la colección de la Casa de Moneda de San Francisco, fue descrita como genuina desde 1887 hasta 1927. Los electrotipos también fueron creados por empleados de la Casa de Moneda, y uno de ellos sirvió como base para las reproducciones realizadas en pantógrafos que aparecieron en el manual de 1842 de Eckfeldt y DuBois A Manual of Gold and Silver Coins of All Nations.
Las réplicas más modernas, conocidas como «copias de Saigón», a menudo se ofrecían como originales de bajo costo a los soldados estadounidenses durante la guerra de Vietnam. En Saigón y otras ciudades de Vietnam del Sur, así como en la vecina Tailandia, los vendedores, quienes a veces afirmaban que eran reliquias familiares, ofrecían estas copias a los soldados.

## Ejemplares conocidos
| Tipo      | Anverso                                              | Reverso                                          | Apodos                                                     |
| --------- | ---------------------------------------------------- | ------------------------------------------------ | ---------------------------------------------------------- |
| Clase I   | The obverse of a coin depicting an allegorical woman | The reverse of a coin depicting a heraldic eagle | Ejemplar de la Casa de Moneda                              |
| Clase I   | The obverse of a coin depicting an allegorical woman | The reverse of a coin depicting a heraldic eagle | Ejemplar Stickney                                          |
| Clase I   | The obverse of a coin depicting an allegorical woman | The reverse of a coin depicting a heraldic eagle | Ejemplar entregado al rey de Siam o ejemplar Siam          |
| Clase I   | The obverse of a coin depicting an allegorical woman | The reverse of a coin depicting a heraldic eagle | Ejemplar entregado al sultán de Mascate o ejemplar Watters |
| Clase I   | The obverse of a coin depicting an allegorical woman | The reverse of a coin depicting a heraldic eagle | Ejemplar Dexter                                            |
| Clase I   | The obverse of a coin depicting an allegorical woman | The reverse of a coin depicting a heraldic eagle | Ejemplar Parmalee-Reed                                     |
| Clase I   | The obverse of a coin depicting an allegorical woman | The reverse of a coin depicting a heraldic eagle | Ejemplar Mickley                                           |
| Clase I   | The obverse of a coin depicting an allegorical woman | The reverse of a coin depicting a heraldic eagle | Ejemplar Cohen                                             |
| Clase II  | The obverse of a coin depicting an allegorical woman | The reverse of a coin depicting a heraldic eagle | Ejemplar de la Casa de Moneda                              |
| Clase III | The obverse of a coin depicting an allegorical woman | The reverse of a coin depicting a heraldic eagle | Ejemplar Berg                                              |
| Clase III | The obverse of a coin depicting an allegorical woman | The reverse of a coin depicting a heraldic eagle | Ejemplar Adams                                             |
| Clase III | The obverse of a coin depicting an allegorical woman | The reverse of a coin depicting a heraldic eagle | Ejemplar Davis                                             |
| Clase III | The obverse of a coin depicting an allegorical woman | The reverse of a coin depicting a heraldic eagle | Ejemplar Linderman                                         |
| Clase III | The obverse of a coin depicting an allegorical woman | The reverse of a coin depicting a heraldic eagle | Ejemplar Driefus-Rosenthal o ejemplar Rosenthal            |
| Clase III | The obverse of a coin depicting an allegorical woman | The reverse of a coin depicting a heraldic eagle | Ejemplar Idler                                             |